# ایبرس
ایبرُس (به اسپانیایی: Ibros) یکی از دهستان‌های استان خائن در کشور اسپانیا است. این شهر با مساحت ۵۵ کیلومتر مربع، ۳۰۵۹ تن جمعیت دارد.